# حكاية لعبة: هذا وقت النسيان
حكاية لعبة هذا وقت النسيان (بالإنجليزية: Toy Story That Time Forgot!)‏، هو فيلم قصير من سلسلة حكاية لعبة ذات اسم Toy Srory المُنتجة من قبل بيكسار وأفلام والت ديزني ويتناول قصة الديناصورة تريكسي مع وودي ومجموعة من بقيّة اللُعَّب حينما أخذتهم بوني إلى منزل أحد أصدقائها وهُناك يلتقون بألعاب جديدة وهم ديناصورات أخرى وتحدث مغامرات وأحداث دراماتيكية، عُرض الفيلم لأول مرة في 2 ديسمبر 2014 على هيئة الإذاعة الأمريكية، وتمت كتابة السيناريو والإخراج من قِبل ستيف بورسيل. ولم يتم دبلجة الفيلم إلى العربية.

## روابط خارجية
- حكاية لعبة: هذا وقت النسيان على موقع IMDb (الإنجليزية)
- حكاية لعبة: هذا وقت النسيان على موقع ميتاكريتيك (الإنجليزية)
- حكاية لعبة: هذا وقت النسيان على موقع روتن توميتوز (الإنجليزية)
- حكاية لعبة: هذا وقت النسيان على موقع ألو سيني (الفرنسية)
- حكاية لعبة: هذا وقت النسيان على موقع قاعدة بيانات الفيلم (الإنجليزية)
- حكاية لعبة: هذا وقت النسيان على موقع ليتربوكسد (الإنجليزية)
- حكاية لعبة: هذا وقت النسيان على موقع كينوبويسك (الروسية)